# Kretenzische mammoet
De Kretenzische mammoet (Latijn: Mammuthus creticus) is een uitgestorven mammoetsoort.
De Kretenzische mammoet is de kleinste van de zeven bekende mammoetsoorten. Hij is genoemd naar het eiland Kreta, waar voor het eerst fossiele overblijfselen van de soort werden gevonden.
De soort had een schouderhoogte van een meter en woog rond de driehonderdtien kilo. Hij leefde van vroeg tot midden Pleistoceen.